# Bulevterij
Bulevterij (grško βουλευτήριον, bouleutērion), prevedeno tudi kot skupščina, hiša zbora in senatna hiša, je bila stavba v starodavni Grčiji, v kateri so se sestajali člani sveta (βουλή, boulē, bule) demokratične mestne države. Predstavniki so se sestajali v bulevteriju, da bi se posvetovali in odločali o javnih zadevah. Okoli Grčije in v njenih nekdanjih kolonijah je veliko ohranjenih. Ne smemo ga zamenjati s pritanejem, v katerem se je sestajal izvršni svet skupščine in je bil pogosto jedilnica (častniška menza).

## Atene
Atenski bule je bolj znan kot svet petstotih. Solon je  ustanovil svet štiristotih leta 594 pr. n. št. kot skupščino, po 100 moških iz vsakega od štirih atenskih plemen. Ob sprejetju nove ustave okoli leta 507 pr. n. št. je bil spremenjen v svet petstotih, 50 moških iz desetih novonastalih plemen. Poznali so enoletni mandat.
Stari bulevterij je bil zgrajen na zahodni strani Agore, pod hribom zraven Agore okoli 450 pr. n. št. Bil je skoraj kvadraten s podolgovatim predprostorom in glavno sejno sobo, veliko pravokotno sobo z lesenimi klopmi, razporejenimi v vrstah vzdolž sten. Streho je podpiralo pet stebrov. Zdaj je znan kot metron (tempelj boginje matere). Ko je bil zgrajen nov bulevterij, je bil prenovljen kot tempelj.
Novi bulevterij je bil zgrajen zahodno od stare stavbe v poznem 5. stoletju pred našim štetjem. Bil je manjši, vendar precej izpopolnjen, z amfiteatru podobnim sistemom polkrožnih klopi v 12 stopnjah. Stari in novi bulevterij sta uporabljala bližnji tolos.

## Olimpija
Bulevterij v Olimpiji je bil oblikovan kot zgodnji grški tempelj, nekakšna kvadratna podkev. Imel je večstopenjsko razporeditev sedežev in je bil blizu mestne agore.

## Drugi
Drugi ohranjeni bulevteriji so: Anemurium (Anamur, Turčija), Afrodizij (Geyre, Turčija), Argos v Grčiji, Glanon (St-Rémy, Francija), Lemnos v Grčiji, Priena (Güllübahçe Turun, Turčija), Mesena (Messini, Grčija), Termessos (Güllük Dağı, Turčija) in Troja (Hisarlık, Turčija).